# モスクワ時間
|  | UTC+2  | MSK-1 | カリーニングラード時間 (KALT) |
|  | UTC+3  | MSK   | モスクワ時間 (MSK)            |
|  | UTC+4  | MSK+1 | サマラ時間 (SAMT)             |
|  | UTC+5  | MSK+2 | エカテリンブルク時間 (YEKT)   |
|  | UTC+6  | MSK+3 | オムスク時間 (OMST)           |
|  | UTC+7  | MSK+4 | クラスノヤルスク時間 (KRAT)   |
|  | UTC+8  | MSK+5 | イルクーツク時間 (IRKT)       |
|  | UTC+9  | MSK+6 | ヤクーツク時間 (YAKT)         |
|  | UTC+10 | MSK+7 | ウラジオストク時間 (VLAT)     |
|  | UTC+11 | MSK+8 | マガダン時間 (MAGT)           |
|  | UTC+12 | MSK+9 | カムチャツカ時間 (PETT)       |

モスクワ時間（モスクワじかん、露: московское время）は、モスクワ標準時 (MSK - Moscow standard time) ともいい、協定世界時 (UTC) を3時間進ませた標準時 (UTC+3) である。夏時間はない。
ロシア第2標準時とも呼ばれる。
もとは冬時間がUTC+3で、夏時間では協定世界時より4時間進み (UTC+4)、モスクワ夏時間 (MSD - Moscow Summer Time) と呼ばれていたが、2011年3月27日からは夏時間は廃止され季節にかかわらずUTC+4に固定されていた。2014年10月26日からは、2011年3月27日以前の冬時間を通年の標準時とする形でUTC+3となった。
国際的に認められたロシア領以外に、2014年に併合を宣言したクリミア半島、2022年に併合を宣言したドンバス地方以西の4州、ジョージア国から独立状態を保っているアブハジアと南オセチアでも適用されている。

## 採用しているロシアの地域
- アディゲ共和国
- アルハンゲリスク州
- イヴァノヴォ州
- イングーシ共和国
- ヴォルゴグラード州
- ヴォログダ州
- ヴォロネジ州
- ヴラジーミル州
- オリョール州
- カバルダ・バルカル共和国
- カラチャイ・チェルケス共和国
- カルーガ州
- カルムイク共和国
- カレリア共和国
- キーロフ州
- クラスノダール地方
- クルスク州
- コストロマ州
- コミ共和国
- サンクトペテルブルク連邦市
- スタヴロポリ地方
- スモレンスク州
- ダゲスタン共和国
- タタールスタン共和国
- タンボフ州
- チェチェン共和国
- チュヴァシ共和国
- トゥーラ州
- トヴェリ州
- ニジニ・ノヴゴロド州
- ネネツ自治管区
- ノヴゴロド州
- プスコフ州
- ブリャンスク州
- ベルゴロド州
- ペンザ州
- マリ・エル共和国
- ムルマンスク州
- モスクワ連邦市
- モスクワ州
- モルドヴィア共和国
- ヤロスラヴリ州
- リペツク州
- リャザン州
- レニングラード州
- ロストフ州
- 北オセチア共和国
- クリミア共和国[1][2][3]
- セヴァストポリ連邦市[1]
- ドネツク人民共和国[1][4]
- ルガンスク人民共和国[1][4]
- ザポロージェ州[1][4]
- ヘルソン州[1][4]

## ロシア以外の地域
国際的にはジョージアの一部とされている。
- アブハジア[5]
- 南オセチア[6]